# Parafia Ewangelicko-Augsburska w Łasku
Parafia Ewangelicko-Augsburska w Łasku – luterańska parafia w Łasku, należąca do diecezji warszawskiej Kościoła Ewangelicko-Augsburskiego w RP. Mieści się przy placu 11 Listopada. W 2017 liczyła około 25 wiernych.

## Historia
Osadnictwo ewangelickie rozpoczęło się w okolicach Łasku pod koniec XVIII wieku w związku z przybyciem do okolicznych wsi emigrantów z Turyngii, Saksonii, Pomorza oraz Wielkopolski, którzy zasiedlili wsie Chorzeszów, Anielin, Rembów, Zalesie, Jesionna, Rokitnica, Teodory, Erywangród, Mierzączka, Zabłoty, Bocianicha, czy Okup.
Parafia ewangelicka w Łasku została powołana w  1809. Miasto zamieszkiwało wówczas 19 ewangelickich rodzin, a wliczając okoliczne miejscowości, społeczność luterańską stanowiło około 3000 wiernych. Proboszczem został ks. Johann Karl Ulrich. 10 sierpnia 1811 własnością zboru stała się dawna rzymskokatolicka kaplica szpitalna Świętego Ducha.
Dotychczasowy proboszcz zmarł 12 marca 1816. Na jego miejsce 1 września 1818 obrano ks. Friedricha Christopha Rudigera, pełniącego tę funkcję do 1824. W kolejnych latach parafia pozbawiona była własnego duchownego, czynności duszpasterskie były sprawowane przez księży z Pabianic i Zduńskiej Woli.
W okresie międzywojennym parafia należała do superintendentury (diecezji) kaliskiej. W 1927 na rzecz parafii został przekazany przez Emilię Grass budynek położony przy placu 11 listopada 35. Zaistniała wtedy możliwość pozyskania duchownego dla zboru. 8 grudnia 1927 w Łasku zamieszkał ks. Alfred Freyde, 30 maja 1929 mianowany proboszczem parafii, sprawujący funkcję do 1939.
Do parafii należało sześć kantoratów. Drewniane kościoły zostały wybudowane w kantoratach filiach wybudowano 2 drewniane kościoły w Chorzeszowie w Pelagii. Domy modlitwy powstały w Zabłotach, Drzewocinach i Rokitnicy, natomiast sale modlitwy w Okupie i Anielinie. W Rokitnicy, Chorzeszowie i Okupie działały szkoły, w których naukę pobierało 300 uczniów. Oprócz cmentarza ewangelickiego w Łasku, każdy z filiałów posiadał własną nekropolię. W 1928 parafia liczyła 2800 wiernych.
W dwudziestoleciu międzywojennym w parafii działały cztery chóry, trzy zespoły puzonistów, trzy stowarzyszenia młodzieżowe oraz dwa kościelne.
Po zakończeniu II wojny światowej majątek parafii został uznany za mienie poniemieckie i zajęty na rzecz państwa. Po 1945 kościół św. Ducha stał się na powrót świątynią rzymskokatolicką.
Na mocy umowy z 1950 parafia ewangelicka uzyskała prawo do prowadzenia w jej dawnym kościele jednego nabożeństwa miesięcznie. Ze względu na zły stan techniczny świątyni zakończono jej użytkowanie do czasu remontu, a jedynym miejscem sprawowania ewangelickich posług religijnych stała się kaplica urządzona w parafialnej kamienicy przy placu 11 listopada.
Z czasem parafia utraciła samodzielność i jako filiał weszła w struktury parafii w Zduńskiej Woli. Ponownie niezależność uzyskała 1 lipca 2008.

## Współczesność
Nabożeństwa w kaplicy ewangelickiej w Łasku odbywają się w każdą niedzielę i święta. Opiekę duszpasterską nad wiernymi sprawuje diak. Paweł Gumpert. Parafia nie posiada własnego proboszcza, jest administrowana przez duszpasterza parafii w Pabianicach, ks. bp. Jana Cieślara.
Przy parafii działa stacja diakonijna, prowadząca wypożyczalnię sprzętu rehabilitacyjnego.